# Premis Cóndor de Plata 1944
Els guanyadors dels Premis Cóndor de Plata 1944 que van ser lliurats en la cerimònia realitzada el 4 d'abril de 1944 a la ciutat de Buenos Aires són els següents:

## Guanyadors
- Millor pel·lícula: Juvenilia d' Augusto César Vatteone[1]
- Millor actor: Francisco Petrone per Todo un hombre[2]
- Millor actriu: Mecha Ortiz per Safo, historia de una pasión[3]
- Millor director: Augusto César Vatteone per Juvenilia[2]
- Millor actor de repartiment: Eloy Álvarez per Juvenilia[2]
- Millor actriu de repartiment: Leticia Scuri per Tres hombres del río[2]
- Millor guió original: Rodolfo González Pacheco, Hugo Mac Dougall, Eliseo Montaine per Tres hombres del río[2]
- Millor guió adaptat: Pedro E. Pico, Manuel Agromayor, Alfredo de la Guardia per Juvenilia[2]
- Millor fotografia: Francis Boeniger per Tres hombres del río[2]
- Millor so: Alberto López per Casa de muñecas
- Millor música: Gilardo Gilardi per Tres hombres del río
- Millor Càmera: Leo Fleider per Tres hombres del río[2]
- Millor escenografia: Gregorio López Naguil per Stella
- Millor pel·lícula estrangera: Noël Coward i David Lean per Sang, suor i llàgrimes (1942)[2]